# السحل (الرقة)
السحل قرية سورية تتبع ناحية مركز الرقة في منطقة مركز الرقة في محافظة الرقة. بلغ عدد سكانها 2772 نسمة في عام 2004 حسب إحصاء المكتب المركزي للإحصاء.
تقع غرب مدينة الرقة، ويعتمد أهلها على الزراعة وتربية الحيوانات مثل الأغنام والأبقار والدواجن، إضافة لبعض الصناعات القائمة في القرية. تنقسم القرية إلى قسمين: السحل الشرقي، والسحل الغربي.